# 玛拉·琼斯
玛拉·琼斯（英語：Mara Jones，1974年8月9日—），加拿大女子赛艇运动员。她曾代表加拿大参加世界赛艇锦标赛，获得一枚金牌。她也曾参加2004年夏季奥林匹克运动会。